# 勝島新之助
勝島 新之助（かつしま しんのすけ、2003年6月29日 - ）は、滋賀県出身のプロサッカー選手。スペイン・ジローナFC B所属。ポジションはフォワード。

## 来歴
北野サッカークラブから京都サンガF.C.U-15に入団し、U-18を経て徳島ヴォルティスに加入。2022年2月、徳島に加入後すぐ、スペイン2部のジローナFCに期限付きで加入した。
2023年6月29日、ジローナFC Bに完全移籍をした。

## 所属クラブ
ユース経歴
- 北野サッカークラブ
- 京都サンガF.C.U-15
- 京都サンガF.C.U-18

プロ経歴
- 2022年 -  2023年6月  徳島ヴォルティス
  - 2022年 - 2023年6月  ジローナFC（期限付き移籍）
- 2023年6月 -  ジローナFC B

## 代表歴
- U-15日本代表
  - 欧州遠征（2018年）
  - 中国遠征（2018年）
  - フランス遠征（2018年）
- U-16日本代表
  - U-16インターナショナルドリームカップ（2019年）
  - チュニジア遠征（2019年）
- U-17日本代表
  - 日ASEAN 青少年交流大会（2020年）